# ابل بودز
ابل بودز (انگلیسی: Abel Buades؛ زادهٔ ۱۱ ژوئیهٔ ۱۹۷۷) بازیکن فوتبال اهل اسپانیا است.
از باشگاه‌هایی که در آن بازی کرده‌است می‌توان به باشگاه خیمناستیک تاراگونا و باشگاه فوتبال کادیس اشاره کرد.